# 朱洪武 (1971年)
朱洪武（1971年9月—），男，黎族，海南澄迈人，中华人民共和国政治人物，中国共产党党员，第十三届全国人民代表大会海南省代表。

## 生平
1971年9月，朱洪武出生在广东省海南行政公署澄迈县。
2018年，朱洪武被选为海南省出席第十三届全国人民代表大会代表。
2019年12月，朱洪武调至湖南省，任永州市代市长。翌年1月正式出任市长。8月7日，任中共永州市委书记。